# Anders Sandøe Ørsted
Anders Sandøe Ørsted (Rudkøbing, 21 dicembre 1778 – Copenaghen, 1º maggio 1860) è stato un politico danese, primo ministro della Danimarca dal 21 aprile 1853 al 12 dicembre 1854.
Dopo aver studiato filosofia e giurisprudenza all'università di Copenaghen, nel 1825 viene nominato consigliere giuridico del governo (generalprokurør) e come tale fu tra i principali redattori della costituzione del 1831.
Nel 1854 a causa delle sue politiche conservatrici fu costretto a dimettersi. L'anno dopo venne accusato di aver violato la costituzione ma venne scagionato. Dopo questo episodio decise di ritirarsi a vita privata.